# التنافس بين المكسيك والولايات المتحدة في كرة القدم
يوجد تنافس رياضي بين فرق كرة القدم الوطنية في المكسيك والولايات المتحدة، وتعتبر على نطاق واسع القوتين الرئيسيتين في الكونكاكاف، تم لعب المباراة الأولى في عام 1934 والتقت الفرق 73 مرة، وقادت المكسيك السلسلة الإجمالية 36-15-22 (W – D – L)، تحتفظ الولايات المتحدة الأمريكية بالصدارة منذ عام 2000 مع 17–6–9 (W-D-L) في القرن الحادي والعشرين.
غالبًا ما تجذب المباريات بين البلدين الكثير من اهتمام وسائل الإعلام والاهتمام العام والتعليقات في كلا البلدين. يحضر مباريات الولايات المتحدة والمكسيك على نطاق واسع. استقطبت عدة مباريات في Estadio Azteca في المكسيك أكثر من 100000 مشجع، وقد استقطبت العديد من المباريات في Rose Bowl في الولايات المتحدة أكثر من 90.000 مشجع.
تقام المواجهات الأكثر أهمية في مباريات التصفيات المؤهلة لكأس العالم FIFA التي تقام كل أربع سنوات والبطولات الكبرى مثل كأس الكونكاكاف الذهبية. يلعب التنافس في كثير من الأحيان في المباريات الودية السنوية المقررة خلال الأشهر الأولى في المدن الأمريكية التي تضم أعدادًا كبيرة من الأمريكيين المكسيكيين مثل لوس أنجلوس وهيوستن وشيكاغو.

## تاريخ

### أصل
المباراة الأولى بين الفريقين كانت مباراة تأهيلية في إيطاليا للتذكرة النهائية لكأس العالم عام 1934، وأنشأت الولايات المتحدة دوريًا محترفًا في عام 1921، لكنها انهارت في عام 1933.كانت النتيجة النهائية بين الولايات المتحدة 4-2 المكسيك في سبتمبر 1937، بدأت المكسيك سلسلة انتصارات متتالية على الولايات المتحدة في المباريات الودية 7-2 و7-3 و5-1 في مكسيكو سيتي.

## نتائج

### ملخص
تتصدر المكسيك السلسلة (36-15-22) مع ما يقارب من ضعف أهداف الولايات المتحدة (144-86).
| سنين                               | اعواد الكبريت | عن المكسيك | رسم | من أجل الولايات المتحدة الأمريكية | الأهداف                         |
| ---------------------------------- | ------------- | ---------- | --- | --------------------------------- | ------------------------------- |
| كل الوقت                           | 73            | 36         | 15  | 22                                | المكسيك 144-86 الولايات المتحدة |
| ثلاثينيات وأربعينيات القرن العشرين | 7             | 6          | 0   | 1                                 | المكسيك 38-12 الولايات المتحدة  |
| من الخمسينيات إلى الستينيات        | 8             | 6          | 2   | 0                                 | المكسيك 30-8 الولايات المتحدة   |
| السبعينيات والثمانينيات            | 12            | 10         | 1   | 1                                 | المكسيك 27-7 الولايات المتحدة   |
| التسعينيات                         | 14            | 5          | 6   | 3                                 | المكسيك 17-15 الولايات المتحدة  |
| 2000s                              | 16            | 4          | 2   | 10                                | المكسيك 13-23 الولايات المتحدة  |
| 2010s                              | 13            | 5          | 4   | 4                                 | المكسيك 17-15 الولايات المتحدة  |
| 2020s                              | 3             | 0          | 0   | 3                                 | المكسيك 2-6 الولايات المتحدة    |

| ألقاب البطولة الرئيسية | المكسيك | الولايات المتحدة الأمريكية |
| ---------------------- | ------- | -------------------------- |
| كأس القارات FIFA *     | 1       | 0                          |
| كأس الكونكاكاف الذهبية | 11      | 7                          |
| رابطة أمم الكونكاكاف   | 0       | 1                          |
| بطولة الكونكاكاف *     | 3       | 0                          |

* لم يعد يلعب

### نهائيات الكأس الذهبية
التقت الولايات المتحدة والمكسيك في سبع نهائيات من الكأس الذهبية حتى الآن، حيث خاضت المكسيك 5 مباريات وتقدمت في مباراتين على الولايات المتحدة.
| المسابقة | الفائز                     | النتيجة النهائية | المتسابق الثاني في السباق  |
| -------- | -------------------------- | ---------------- | -------------------------- |
| 1993     | المكسيك                    | 4-0              | الولايات المتحدة الأمريكية |
| 1998     | المكسيك                    | 1–0              | الولايات المتحدة الأمريكية |
| 2007     | الولايات المتحدة الأمريكية | 2-1              | المكسيك                    |
| 2009     | المكسيك                    | 5–0              | الولايات المتحدة الأمريكية |
| 2011     | المكسيك                    | 4-2              | الولايات المتحدة الأمريكية |
| 2019     | المكسيك                    | 1–0              | الولايات المتحدة الأمريكية |
| 2021     | الولايات المتحدة الأمريكية | 1–0              | المكسيك                    |

### نهائيات دوري الأمم
| المسابقة | الفائز                     | النتيجة النهائية | المتسابق الثاني في السباق |
| -------- | -------------------------- | ---------------- | ------------------------- |
| 2021     | الولايات المتحدة الأمريكية | 3-2              | المكسيك                   |

### قائمة المباريات
| تاريخ                   | موقع                                                         | مسابقة                                | نتيجة             | حضور    | سلسلة (WDL)                      |
| ----------------------- | ------------------------------------------------------------ | ------------------------------------- | ----------------- | ------- | -------------------------------- |
| 24 مايو 1934            | Stadio Nazionale ، روما، إيطاليا                             | تصفيات كأس العالم 1934                | 4-2               | 10000   | 1–0–0 الولايات المتحدة الأمريكية |
| 12 سبتمبر 1937          | باركي أستورياس، مكسيكو سيتي، دي إف                           | ودود                                  | 7-2               | 21000   | 1–0–1                            |
| 19 سبتمبر 1937          | باركي نيكاكسا، مكسيكو سيتي، دي إف                            | ودود                                  | 7-3               | 22000   | 2–0–1 المكسيك                    |
| 26 سبتمبر 1937          | باركي نيكاكسا، مكسيكو سيتي، دي إف                            | ودود                                  | 5-1               |         | 3–0–1 المكسيك                    |
| 13 يوليو 1947           | Estadio Tropical ، هافانا، كوبا                              | بطولة NAFC 1947                       | 5–0               | 5400    | 4–0–1 المكسيك                    |
| 4 سبتمبر 1949           | ملعب لوس ديبورتيس، مكسيكو سيتي، دي إف                        | بطولة NAFC 1949                       | 6-0               | 60.000  | 5–0–1 المكسيك                    |
| 18 سبتمبر 1949          | ملعب لوس ديبورتيس، مكسيكو سيتي، دي إف                        | بطولة NAFC 1949                       | 6-2               | 54500   | 6–0–1 المكسيك                    |
| 10 يناير 1954           | ملعب لوس ديبورتيس، مكسيكو سيتي، دي إف                        | تصفيات كأس العالم 1954                | 4-0               | 60.000  | 7–0–1 المكسيك                    |
| 14 يناير 1954           | ملعب لوس ديبورتيس، مكسيكو سيتي، دي إف                        | تصفيات كأس العالم 1954                | 3-1               | 40000   | 8–0–1 المكسيك                    |
| 7 أبريل 1957            | Estadio Olímpico Universitario ، مكسيكو سيتي، دي إف          | تصفيات كأس العالم 1958                | 6-0               | 75000   | 9–0–1 المكسيك                    |
| 28 أبريل 1957           | استاد ميموريال للمحاربين القدامى، لونج بيتش، كاليفورنيا      | تصفيات كأس العالم 1958                | 7-2               | 12500   | 10–0–1 المكسيك                   |
| 6 نوفمبر 1960           | ريجلي فيلد، لوس أنجلوس، كاليفورنيا                           | تصفيات كأس العالم 1962                | 3–3               | 8000    | 10–1–1 المكسيك                   |
| 13 نوفمبر 1960          | Estadio Olímpico Universitario ، مكسيكو سيتي، دي إف          | تصفيات كأس العالم 1962                | 3–0               | 80000   | 11–1–1 المكسيك                   |
| 7 مارس 1965             | مدرج ميموريال، لوس أنجلوس، كاليفورنيا                        | تصفيات كأس العالم 1966                | 2-2               | 19337   | 11–2–1 المكسيك                   |
| 12 مارس 1965            | Estadio Olímpico Universitario ، مكسيكو سيتي، دي إف          | تصفيات كأس العالم 1966                | 2-0               | 64285   | 12–2–1 المكسيك                   |
| 3 سبتمبر 1972           | ملعب أزتيكا، مكسيكو سيتي، دي إف                              | تصفيات كأس العالم 1974                | 3-1               | 29891   | 13–2–1 المكسيك                   |
| 10 سبتمبر 1972          | مدرج ميموريال، لوس أنجلوس، كاليفورنيا                        | تصفيات كأس العالم 1974                | 2-1               | 9620    | 14–2–1 المكسيك                   |
| 16 أكتوبر 1973          | ملعب أزتيكا، مكسيكو سيتي، دي إف                              | ودود                                  | 2-0               | 14000   | 15–2–1 المكسيك                   |
| 5 سبتمبر 1974           | Estadio Universitario ، سان نيكولاس دي لوس غارزا، نويفو ليون | ودود                                  | 3-1               | 25000   | 16–2–1 المكسيك                   |
| 8 سبتمبر 1974           | قطن باول، دالاس، تكساس                                       | ودود                                  | 1–0               | 22164   | 17–2–1 المكسيك                   |
| 24 أغسطس 1975           | ملعب أزتيكا، مكسيكو سيتي، دي إف                              | ودود                                  | 2-0               |         | 18–2–1 المكسيك                   |
| 3 أكتوبر 1976           | مدرج ميموريال، لوس أنجلوس، كاليفورنيا                        | تصفيات كأس العالم 1978                | 0–0               | 31171   | 18–3–1 المكسيك                   |
| 15 أكتوبر 1976          | Estadio Cuauhtémoc ، بويبلا، بويبلا                          | تصفيات كأس العالم 1978                | 3–0               | 35000   | 19–3–1 المكسيك                   |
| 27 سبتمبر 1977          | Estadio Universitario ، سان نيكولاس دي لوس غارزا، نويفو ليون | ودود                                  | 3–0               | 20000   | 20–3–1 المكسيك                   |
| 9 نوفمبر 1980           | ملعب أزتيكا، مكسيكو سيتي، دي إف                              | تصفيات كأس العالم 1982                | 5-1               | 90.000  | 21–3–1 المكسيك                   |
| 23 نوفمبر 1980          | استاد لوكهارت، فورت لودرديل، فلوريدا                         | تصفيات كأس العالم 1982                | 2-1               | 2,126   | 21–3–2 المكسيك                   |
| 17 أكتوبر 1984          | Estadio Neza 86، Ciudad Nezahualcóyotl ، Estado de México    | ودود                                  | 2-1               |         | 22–3–2 مكس                       |
| 12 مارس 1991            | مدرج ميموريال، لوس أنجلوس، كاليفورنيا                        | كأس أمم أمريكا الشمالية 1991          | 2-2               | 6,261   | 22-4-2 مكس                       |
| 5 يوليو 1991            | مدرج ميموريال، لوس أنجلوس، كاليفورنيا                        | 1991 نصف نهائي كأس الكونكاكاف الذهبية | 2-0               | 41103   | 22–4–3 المكسيك                   |
| 25 يوليو 1993           | ملعب أزتيكا، مكسيكو سيتي، دي إف                              | 1993 نهائي كأس الكونكاكاف الذهبية     | 4-0               | 120.000 | 23–4–3 المكسيك                   |
| 13 أكتوبر 1993          | ملعب آر إف كي، واشنطن العاصمة                                | ودود                                  | 1–1               | 23927   | 23-5-3 المكسيك                   |
| 4 يونيو 1994            | روز بول، باسادينا، كاليفورنيا                                | ودود                                  | 1–0               | 91123   | 23-5-4 المكسيك                   |
| 18 يونيو 1995           | ملعب آر إف كي، واشنطن العاصمة                                | كأس الولايات المتحدة 1995             | 4-0               | 38615   | 23-5-5 المكسيك                   |
| 17 يوليو 1995           | Estadio Parque Artigas ، بايساندو، أوروغواي                  | 1995 ربع نهائي كوبا أمريكا            | 0–0 (4–1) قتل     | 15000   | 23-6-5 المكسيك                   |
| 16 يونيو 1996           | روز بول، باسادينا، كاليفورنيا                                | كأس الولايات المتحدة 1996             | 2-2               | 92,216  | 23-7-5 المكسيك                   |
| 19 يناير 1997           | روز بول، باسادينا، كاليفورنيا                                | كأس الولايات المتحدة 1997             | 2-0               | 31725   | 24-7-5 المكسيك                   |
| 20 أبريل 1997           | ملعب فوكسبورو، فوكسبورو، ماساتشوستس                          | تصفيات كأس العالم 1998                | 2-2               | 57877   | 24-8-5 المكسيك                   |
| 2 نوفمبر 1997           | ملعب أزتيكا، مكسيكو سيتي، دي إف                              | تصفيات كأس العالم 1998                | 0–0               | 115000  | 24-9-5 المكسيك                   |
| 15 فبراير 1998          | مدرج ميموريال، لوس أنجلوس، كاليفورنيا                        | 1998 نهائي كأس الكونكاكاف الذهبية     | 1–0               | 91255   | 25-9-5 المكسيك                   |
| 13 مارس 1999            | ملعب كوالكوم، سان دييغو، كاليفورنيا                          | كأس الولايات المتحدة 1999             | 2-1               | 50234   | 26-9-5 المكسيك                   |
| 1 أغسطس 1999            | ملعب أزتيكا، مكسيكو سيتي، دي إف                              | 1999 نصف نهائي كأس القارات            | 1–0 بعد ذلك (0–0) | 65000   | 27-9-5 المكسيك                   |
| 11 يونيو 2000           | ملعب العمالقة، شرق روثرفورد، نيو جيرسي                       | 2000 كأس الولايات المتحدة             | 3–0               | 45.008  | 27-9-6 المكسيك                   |
| 25 أكتوبر 2000          | مدرج ميموريال، لوس أنجلوس، كاليفورنيا                        | ودود                                  | 2-0               | 61.072  | 27-9-7 المكسيك                   |
| 28 فبراير 2001          | ملعب كولومبوس كرو، كولومبوس، أوهايو                          | تصفيات كأس العالم 2002                | 2-0               | 24329   | 27-9-8 المكسيك                   |
| 1 يوليو 2001            | ملعب أزتيكا، مكسيكو سيتي، دي إف                              | تصفيات كأس العالم 2002                | 1–0               | 110.000 | 28-9-8 المكسيك                   |
| 3 أبريل 2002            | إنفيسكو فيلد في مايل هاي، دنفر، كولورادو                     | ودود                                  | 1–0               | 48476   | 28-9-9 المكسيك                   |
| 17 يونيو 2002           | استاد كأس العالم في جيونجو، جيونجو، كوريا الجنوبية           | كأس العالم 2002 دور الـ16             | 2-0               | 36380   | 28-9-10 المكسيك                  |
| 8 مايو 2003             | استاد ريليانت، هيوستن، تكساس                                 | ودود                                  | 0–0               | 69,582  | 28-10-10 المكسيك                 |
| 28 أبريل 2004           | قطن باول، دالاس، تكساس                                       | ودود                                  | 1–0               | 45.048  | 28–10–11 المكسيك                 |
| 27 مارس 2005            | ملعب أزتيكا، مكسيكو سيتي، دي إف                              | تصفيات كأس العالم 2006                | 2-1               | 110.000 | 29–10–11 المكسيك                 |
| 3 سبتمبر 2005           | ملعب كولومبوس كرو، كولومبوس، أوهايو                          | تصفيات كأس العالم 2006                | 2-0               | 24685   | 29–10–12 المكسيك                 |
| 7 فبراير 2007           | استاد جامعة فينيكس، جلينديل، أريزونا                         | ودود                                  | 2-0               | 62,462  | 29-10-13 المكسيك                 |
| 24 يونيو 2007           | سولدجر فيلد، شيكاغو، إلينوي                                  | 2007 نهائي كأس الكونكاكاف الذهبية     | 2-1               | 60.000  | 29-10-14 المكسيك                 |
| 6 فبراير 2008           | استاد ريليانت، هيوستن، تكساس                                 | ودود                                  | 2-2               | 70103   | 29-11-14 المكسيك                 |
| 11 فبراير 2009          | ملعب كولومبوس كرو، كولومبوس، أوهايو                          | تصفيات كأس العالم 2010                | 2-0               | 23776   | 29-11-15 المكسيك                 |
| 26 يوليو 2009           | ملعب العمالقة، شرق روثرفورد، نيو جيرسي                       | 2009 نهائي كأس الكونكاكاف الذهبية     | 5–0               | 79156   | 30-11-15 المكسيك                 |
| 12 أغسطس 2009           | ملعب أزتيكا، مكسيكو سيتي، دي إف                              | تصفيات كأس العالم 2010                | 2-1               | 110.000 | 31-11-15 المكسيك                 |
| 25 يونيو 2011           | روز بول، باسادينا، كاليفورنيا                                | 2011 نهائي كأس الكونكاكاف الذهبية     | 4-2               | 93.420  | 32-11-15 المكسيك                 |
| 10 أغسطس 2011           | حقل لينكولن المالي، فيلادلفيا، بنسلفانيا                     | ودود                                  | 1–1               | 30138   | 32-12-15 المكسيك                 |
| 15 أغسطس 2012           | ملعب أزتيكا، مكسيكو سيتي، دي إف                              | ودود                                  | 1–0               | 56000   | 32–12–16 المكسيك                 |
| 26 مارس 2013            | ملعب أزتيكا، مكسيكو سيتي، دي إف                              | تصفيات كأس العالم 2014                | 0–0               | 85500   | 32-13-16 المكسيك                 |
| 10 سبتمبر 2013          | ملعب كولومبوس كرو، كولومبوس، أوهايو                          | تصفيات كأس العالم 2014                | 2-0               | 24,584  | 32-13–17 المكسيك                 |
| 2 أبريل 2014            | استاد جامعة فينيكس ، جلينديل ، أريزونا                       | ودود                                  | 2-2               | 59.066  | 32-14–17 المكسيك                 |
| 15 أبريل 2015           | ألمودومي ، سان أنطونيو ، تكساس                               | ودود                                  | 2-0               | 64369   | 32–14–18 المكسيك                 |
| 10 أكتوبر 2015          | روز بول ، باسادينا ، كاليفورنيا                              | كأس الكونكاكاف                        | 2-3 بعد (1–1)     | 93.420  | 33–14–18 المكسيك                 |
| 11 من تشرين الثاني 2016 | ملعب مابفري ، كولومبوس ، أوهايو                              | تصفيات كأس العالم 2018                | 2-1               | 24,650  | 34–14–18 المكسيك                 |
| 11 يونيو 2017           | ملعب أزتيكا ، مكسيكو سيتي ، دي إف                            | تصفيات كأس العالم 2018                | 1–1               | 71.537  | 34–15–18 المكسيك                 |
| 11 سبتمبر 2018          | ملعب نيسان ، ناشفيل ، تينيسي                                 | ودود                                  | 1–0               | 40194   | 34–15–19 المكسيك                 |
| 7 يوليو 2019            | سولدجر فيلد ، شيكاغو ، إلينوي                                | 2019 نهائي كأس الكونكاكاف الذهبية     | 1–0               | 62493   | 35–15–19 المكسيك                 |
| 6 سبتمبر 2019           | استاد ميتلايف ، ايست رذرفورد ، نيو جيرسي                     | ودود                                  | 3–0               | 47960   | 36–15–19 المكسيك                 |
| 6 يونيو 2021            | إمباور فيلد في مايل هاي ، دنفر ، كولورادو                    | 2021 نهائي دوري أمم الكونكاكاف        | 2-3 بعد (2–2)     | 37648   | 36–15–20 المكسيك                 |
| 1 أغسطس 2021            | ملعب اليجينت ، بارادايس ، نيفادا                             | 2021 نهائي كأس الكونكاكاف الذهبية     | 1–0 بعد ذلك (0–0) | 61.514  | 36-15–21 المكسيك                 |
| 12 نوفمبر 2021          | ملعب تي كيو إل ، سينسيناتي ، أوهايو                          | تصفيات كأس العالم 2022                | 2-0               | 26000   | 36–15–22 المكسيك                 |
| 24 مارس 2022            | ملعب أزتيكا ، مكسيكو سيتي ، دي إف                            | تصفيات كأس العالم 2022                |                   |         |                                  |

## أهلية اللاعب
تتنافس الولايات المتحدة والمكسيك أيضًا لإقناع اللاعبين المؤهلين للعب مع كل من الولايات المتحدة والمكسيك (على سبيل المثال ، لاعب ولد في الولايات المتحدة لأبوين مكسيكيين) باللعب لمنتخبهم الوطني. اعتبارًا من عام 2021، ثلاثة لاعبين ؛ لعب مارتين فاسكيز وإدغار كاستيلو وجوليان أراوجو مع المنتخبين.
وتشمل الحالات الأخرى ويليام ياربرو، وإيزاك بريزويلا، وميغيل بونس، وجوناثان غونزاليز، وإفراين ألفاريز، ومؤخراً في قضايا ديفيد أوتشوا وجوليان أروجو.
- William Yarbrough – born March 20, 1989, in Aguascalientes, Mexico to American parents, has an extensive career with Liga MX club León. Yarbrough did participate with a Mexico U20 squad in 2007 but did not obtain any playing minutes. In March 2015 he appears for the U.S. team in a friendly against Switzerland.
- Isaác Brizuela – born August 28, 1990, in San Jose, California to Mexican parents. Brizuela has made an entire career with Liga MX clubs Toluca، Atlas and Guadalajara. He was part of the Mexican delegation that obtained the gold medal in the 2011 Pan American Games. He makes his full appearance with Mexico in 2013.
- Miguel Ponce – born April 12, 1989, in Sacramento holds an extensive career with Liga MX clubs Chivas Guadalajara، Toluca and Necaxa. Ponce was part of the Mexico squads that took part in the 2011 Copa América, obtained gold medals at the 2011 Pan American Games and the 2012 Olympic Games. Makes his full appearance scoring one goal at the 2013 CONCACAF Gold Cup.
- Jonathan González – born April 13, 1999, in Santa Rosa to Mexican parents. A product of the U.S. national team youth program, González was part of the U.S. U20 squad that won the 2017 CONCACAF U-20 Championship. In 2014 he enters Liga MX club Monterrey's juvenile program and is eventually promoted to the senior squad in July 2017. In December 2017 González publicly states his wish to represent Mexico on the official scale. In January 2018 FIFA granted his request and he made his full appearance with Mexico on January 31 in a friendly match against Bosnia and Herzegovina. González has also been involved in Mexico's youth squad projects such as the 2018 Toulon Tournament in which Mexico's U20 ended as runner-ups of the tournament.
- Efraín Álvarez – born June 19, 2002, in Los Angeles, California to Mexican parents, Álvarez, a product of the LA Galaxy youth reserve made his first team debut appearance with the Galaxy in March 2019. In 2015 Álvarez made appearances with the United States U15 squad leaving a good impression on the youth level scene. However, a snubbing in part of US Soccer in 2016 made Álvarez reconsider on whether to continue in the US youth development program or move to Mexico. During the 2019 FIFA U-17 World Cup he scored 4 goals for the Mexico U17 squad which earned him good press reviews. In November 2020, he was called up for a senior U.S. national team training camp session prior to a friendly match against El Salvador which was to take place on December 9. However, he did not receive any playing minutes as his FIFA clearance eligibility had not been met. In March 2021, he was listed on both the U.S. and Mexican Olympic team preliminary rosters but his clearance situation was still undetermined. Finally in March 2021, Álvarez accepts call-ups to the senior Mexican national squad making his debut appearance on March 30 in a friendly match against Costa Rica. On July 10, 2021, Efraín Álvarez became officially cap-tied to the Mexican national team due to having relieved an injured Hirving Lozano early on against Trinidad and Tobago in the opening match of the 2021 CONCACAF Gold Cup.
- David Ochoa – born January 16, 2001, in Oxnard, California to Mexican parents, plays with MLS side Real Salt Lake since 2019. Ochoa had recently represented the USMNT’s U17, U18 and U23 youth levels and was even part of the senior USMNT as the third choice goalkeeper during the 2021 CONCACAF Nations League Finals. Shortly after the Nations League final it was reported that Ochoa spent time training with the Mexican national team ahead of the 2021 CONCACAF Gold Cup as he did not receive any playing minutes with the USMNT during the Nations League. In August 2021, Ochoa files a one-time switch to FIFA in order to join the Mexico national team.
- (2020)  (2021–) Julian Araujo – born August 13, 2001, in Lompoc, California, Araujo had already represented various USMNT youth level squads and even appeared in one friendly match with the senior USMNT in December 2020 against El Salvador. In August 2021, Araujo had requested a one-time switch to FIFA in order to join the Mexican national team. FIFA authorized the transfer in early October 2021.

## المديرين
مدير واحد فقط أدار كلا الفريقين الوطنيين. بورا ميلوتينوفيتش، الذي أدار المكسيك لأول مرة من 1983 إلى 1986، واستضاف كأس العالم تلك السنوات ومرة ثانية من 1995 إلى 1997. مع الولايات المتحدة ، تمكن ميلوتينوفيتش من إدارة النجوم والمشارب من عام 1991 إلى عام 1995، واستضاف مرة أخرى في نهائيات كأس العالم 1994 FIFA .

## الحوادث
قبل مباراة التأهل للأولمبياد في جوادالاخارا ، المكسيك ، في 10 فبراير 2004، ذكرت وسائل إعلام مكسيكية أن اللاعب الأمريكي لاندون دونوفان تبول في الملعب أثناء التدريب ، مما أغضب المشجعين المكسيكيين ووسائل الإعلام. أظهر مقطع فيديو لاحق دونوفان وهو يتبول بالفعل بالقرب من بعض الشجيرات خارج مناطق التدريب. بعد يومين ، في 12 فبراير 2004، هزمت المكسيك الولايات المتحدة 4-0، وسُمع الجمهور يهتف «أسامة ، أسامة ، أسامة»، في إشارة إلى أسامة بن لادن وهجمات 11 سبتمبر 2001 الإرهابية.
في مباراة ودية أقيمت في جلينديل ، أريزونا في 7 فبراير 2007، سجل لاندون دونوفان في الوقت المحتسب بدل الضائع ليمنح الولايات المتحدة التقدم 2-0 والفوز على المكسيك. بعد الهدف ، حاول حارس مرمى المكسيك أوزوالدو سانشيز إقصاء اللاعب الأمريكي إيدي جونسون بينما كان جونسون يركض للاحتفال بالهدف. لم يتم إجراء أي اتصال ، ولم ينتج عن ذلك توبيخ.
في 11 فبراير 2009، أقيمت المباراة التأهيلية الأولى لكأس العالم 2010 في ملعب كولومبوس كرو، وأسفرت عن فوز الولايات المتحدة 2-0 على المكسيك. بعد المباراة ، وبينما كان الفريقان يتجهان عبر الأنفاق إلى غرفة تبديل الملابس ، صفع مساعد المدرب المكسيكي فرانسيسكو «باكو» خافيير راميريز فرانكي هيدوك على وجهه. لم ينتقم حيدوك ، ولم يتم تأنيب راميريز.
في 6 يونيو 2021، في أول نهائي دوري أمم الكونكاكاف في إمباور فيلد في مايل هاي في دنفر، شاب المباراة بين الخصمين عدة حوادث من اللعب البدني المفرط ، والمشاجرات بين الفريقين ، والإصابات التي تعرض لها اللاعب الأمريكي جيو رينا. بعد أن أصابته قذيفة من المروحة بعد أن تقدمت الولايات المتحدة 3-2.

## كرة القدم النسائية
يوجد تنافس بين الفريقين النسائي أيضًا، على الرغم من فوز الولايات المتحدة بمعظم المباريات.
في 28 يناير 2018، هزم المنتخب المكسيكي تحت 20 سنة فريق الولايات المتحدة في نهائيات بطولة CONCACAF للسيدات تحت 20 سنة 2018 . بعد التعادل 1-1 في أول 90 دقيقة ، فازت المكسيك بالمباراة بركلات الترجيح ، مسجلة 4 أهداف مقابل مجموع 2 في الولايات المتحدة. كانت هذه هي المرة الثالثة التي تشارك فيها الولايات المتحدة والمكسيك في بطولة CONCACAF تحت 20 سنة في المباراة النهائية ، والمرة الأولى التي تفوز فيها المكسيك.

### ملخص
الولايات المتحدة تتصدر المجموعة 39-1-1 متفوقة على المكسيك 171-15.

### قائمة المباريات
| تاريخ          | موقع                                                         | مسابقة                  | نتيجة | حضور   | سلسلة (WDL)                       |
| -------------- | ------------------------------------------------------------ | ----------------------- | ----- | ------ | --------------------------------- |
| 18 أبريل 1991  | ستاد سيلفيو كاتور ، بورت أو برنس ، هايتي                     | 1991 بطولة الكونكاكاف   | 12-0  | 40000  | 1–0–0 الولايات المتحدة الأمريكية  |
| 13 أغسطس 1994  | مجمع رياضي كلود روبيلارد ، مونتريال ، كيبيك                  | 1994 بطولة الكونكاكاف   | 9–0   | 1,821  | 2–0–0 الولايات المتحدة الأمريكية  |
| 12 سبتمبر 1998 | ملعب فوكسبورو ، فوكسبورو ، ماساتشوستس                        | ودود                    | 9–0   | 35462  | 3–0–0 الولايات المتحدة الأمريكية  |
| 28 مارس 1999   | روز بول ، باسادينا ، كاليفورنيا                              | ودود                    | 3–0   | 21000  | 4–0–0 الولايات المتحدة الأمريكية  |
| 5 مايو 2000    | بروفيدنس بارك ، بورتلاند ، أوريغون                           | ودود                    | 8-0   | 6517   | 5–0–0 الولايات المتحدة الأمريكية  |
| 10 ديسمبر 2000 | ملعب روبرتسون ، هيوستن ، تكساس                               | ودود                    | 3-2   | 11121  | 6–0–0 الولايات المتحدة الأمريكية  |
| 12 يناير 2002  | ملعب بلاكبود ، تشارلستون ، ساوث كارولينا                     | ودود                    | 7–0   | 5634   | 7–0–0 الولايات المتحدة الأمريكية  |
| 27 أكتوبر 2002 | روز بول ، باسادينا ، كاليفورنيا                              | الكأس الذهبية 2002      | 3–0   | 5,568  | 8–0–0 الولايات المتحدة الأمريكية  |
| 7 سبتمبر 2003  | ملعب سبارتان ، سان خوسيه ، كاليفورنيا                        | ودود                    | 5–0   | 13510  | 9–0–0 الولايات المتحدة الأمريكية  |
| 3 نوفمبر 2003  | قطن باول ، دالاس ، تكساس                                     | ودود                    | 3-1   | 23176  | 10–0–0 الولايات المتحدة الأمريكية |
| 29 فبراير 2004 | Estadio Nacional de Costa Rica ، سان خوسيه ، كوستاريكا       | التصفيات الأولمبية 2004 | 2-0   | 3000   | 11–0–0 الولايات المتحدة الأمريكية |
| 5 مارس 2004    | Estadio Eladio Rosabal Cordero ، هيريديا ، كوستاريكا         | التصفيات الأولمبية 2004 | 3-2   | 2500   | 12–0–0 الولايات المتحدة الأمريكية |
| 9 مايو 2004    | استاد الجامعة ، البوكيرك ، نيو مكسيكو                        | ودود                    | 3–0   | 17805  | 13–0–0 الولايات المتحدة الأمريكية |
| 16 أكتوبر 2004 | ملعب أروهيد ، كانساس سيتي ، ميزوري                           | ودود                    | 1–0   | 20,435 | 14–0–0 الولايات المتحدة الأمريكية |
| 8 ديسمبر 2004  | مركز هوم ديبوت ، كارسون ، كاليفورنيا                         | ودود                    | 5–0   | 15.549 | 15–0–0 الولايات المتحدة الأمريكية |
| 23 أكتوبر 2005 | ملعب بلاكبود ، تشارلستون ، ساوث كارولينا                     | ودود                    | 3–0   | 4261   | 16–0–0 الولايات المتحدة الأمريكية |
| 13 سبتمبر 2006 | بيتيك بارك ، روتشستر ، نيويورك                               | ودود                    | 3-1   | 6784   | 17–0–0 الولايات المتحدة الأمريكية |
| 22 نوفمبر 2006 | مركز هوم ديبوت ، كارسون ، كاليفورنيا                         | 2006 الكأس الذهبية      | 2-0   | 6128   | 18–0–0 الولايات المتحدة الأمريكية |
| 14 أبريل 2007  | ملعب جيليت ، فوكسبورو ، ماساتشوستس                           | ودود                    | 5–0   | 18184  | 19–0–0 الولايات المتحدة الأمريكية |
| 13 أكتوبر 2007 | إدوارد جونز دوم ، سانت لويس ، ميزوري                         | ودود                    | 5-1   | 10861  | 20–0–0 الولايات المتحدة الأمريكية |
| 17 أكتوبر 2007 | بروفيدنس بارك ، بورتلاند ، أوريغون                           | ودود                    | 4-0   | 10,006 | 21–0–0 الولايات المتحدة الأمريكية |
| 20 أكتوبر 2007 | استاد الجامعة ، البوكيرك ، نيو مكسيكو                        | ودود                    | 1–1   | 8972   | 21–1–0 الولايات المتحدة الأمريكية |
| 6 أبريل 2008   | ملعب أوليمبيكو بينيتو خواريز ، خواريز                        | التصفيات الأولمبية 2008 | 3-1   | 5,083  | 22–1–0 الولايات المتحدة الأمريكية |
| 28 مارس 2010   | ملعب توريرو ، سان دييغو ، كاليفورنيا                         | ودود                    | 3–0   | 3,069  | 23–1–0 الولايات المتحدة الأمريكية |
| 31 مارس 2010   | ملعب ريو تينتو ، ساندي ، يوتا                                | ودود                    | 1–0   | 3,732  | 24–1–0 الولايات المتحدة الأمريكية |
| 5 نوفمبر 2010  | ملعب بيسبول بيتو أفيلا ، كانكون                              | تصفيات كأس العالم 2010  | 2-1   | 8374   | 24-1-1 الولايات المتحدة الأمريكية |
| 5 يونيو 2011   | ريد بول أرينا ، هاريسون ، نيو جيرسي                          | ودود                    | 1–0   | 5852   | 25-1-1 الولايات المتحدة الأمريكية |
| 24 يناير 2012  | بي سي بليس ، فانكوفر ، كولومبيا البريطانية                   | التصفيات الأولمبية 2012 | 4-0   | 7599   | 26-1-1 الولايات المتحدة الأمريكية |
| 3 سبتمبر 2013  | ملعب آر إف كي ، واشنطن العاصمة                               | ودود                    | 7–0   | 12.594 | 27-1-1 الولايات المتحدة الأمريكية |
| 13 سبتمبر 2014 | ملعب ريو تينتو ، ساندي ، يوتا                                | ودود                    | 8-0   | 8849   | 28-1-1 الولايات المتحدة الأمريكية |
| 18 سبتمبر 2014 | ملعب Sahlen ، روتشستر ، نيويورك                              | ودود                    | 4-0   | 5680   | 29-1-1 الولايات المتحدة الأمريكية |
| 24 أكتوبر 2014 | بارك PPL ، تشيستر ، بنسلفانيا                                | بطولة الكونكاكاف 2014   | 3–0   | 8773   | 30-1-1 الولايات المتحدة الأمريكية |
| 17 مايو 2015   | مركز StubHub ، كارسون ، كاليفورنيا                           | ودود                    | 5-1   | 27000  | 31-1-1 الولايات المتحدة الأمريكية |
| 13 فبراير 2016 | ملعب تويوتا ، فريسكو ، تكساس                                 | التصفيات الأولمبية 2016 | 1–0   | 15,032 | 32-1-1 الولايات المتحدة الأمريكية |
| 5 أبريل 2018   | إيفربانك فيلد ، جاكسونفيل ، فلوريدا                          | ودود                    | 4-1   | 14,360 | 33-1-1 الولايات المتحدة الأمريكية |
| 8 أبريل 2018   | ملعب BBVA ، هيوستن ، تكساس                                   | ودود                    | 6-2   | 15,349 | 34-1-1 الولايات المتحدة الأمريكية |
| 4 أكتوبر 2018  | ملعب Sahlen ، كاري ، نورث كارولينا                           | بطولة الكونكاكاف 2018   | 6-0   | 5404   | 35-1-1 الولايات المتحدة الأمريكية |
| 26 مايو 2019   | ريد بول أرينا ، هاريسون ، نيو جيرسي                          | ودود                    | 3–0   | 26332  | 36-1-1 الولايات المتحدة الأمريكية |
| 7 فبراير 2020  | حديقة الكرامة الصحية الرياضية ، كارسون ، كاليفورنيا          | التصفيات الأولمبية 2020 | 4-0   | 11292  | 37-1-1 الولايات المتحدة الأمريكية |
| 1 يوليو 2021   | ملعب برات آند ويتني في حقل رنتشلر ، إيست هارتفورد ، كونيتيكت | ودود                    | 4-0   | 21,637 | 38-1-1 الولايات المتحدة الأمريكية |
| 5 يوليو 2021   | ملعب برات آند ويتني في حقل رنتشلر ، إيست هارتفورد ، كونيتيكت | ودود                    | 4-0   | 27758  | 39-1-1 الولايات المتحدة الأمريكية |

## روابط خارجية
- أرشيف نتائج المنتخب الأمريكي 1885-1979
- أرشيف نتائج المنتخب الأمريكي 1980-
- Gringos at the Gate فيلم وثائقي عن التنافس بين الولايات المتحدة والمكسيك في كرة ال

قالب:Association football international rivalries in North America